# Campionats del món de ciclisme en ruta de 1930
Els Campionats del món de ciclisme en ruta de 1930 es disputaren el 30 d'agost a Lieja, Bèlgica.

## Resultats
| Proves :                         | Or                      | Or         | Argent                | Argent | Bronze                   | Bronze |
| Professionals                    |                         |            |                       |        |                          |        |
| Cursa en línia masculina detalls | Alfredo Binda Itàlia    | 7h 30' 45" | Learco Guerra Itàlia  | m. t.  | Georges Ronsse · Bèlgica | m. t.  |
| Amateurs                         |                         |            |                       |        |                          |        |
| Cursa en línia masculina         | Giuseppe Martano Itàlia | 7h 05' 35" | Eugenio Gestri Itàlia | m. t.  | Rudolph Risch · Alemanya | m. t.  |

## Medaller
| Posició | País     | Or | Plata | Bronze | Total |
| 1       | Itàlia   | 2  | 2     | 0      | 4     |
| 2       | Bèlgica  | 0  | 0     | 1      | 1     |
| 3       | Alemanya | 0  | 0     | 1      | 1     |